# 日本とベルギーの関係
日本国とベルギーの関係（英語: Belgium–Japan relations）について述べる。ベルギーの漢字表記「白耳義」から日白関係とも。

## 関係史

### 江戸〜明治
日本とベルギーの国交が開始されたのは1866年（慶応2年）の日白修好通商航海条約締結以降である。1873年（明治6年）には岩倉使節団がベルギーを公式訪問し、国王のレオポルド2世に謁見したが、滞在期間はわずか8日間にすぎなかった。1877年（明治10年）には周布公平が本格的なベルギー紹介書である「白耳義国志」を著わした。また久米邦武、井上毅、矢野龍渓、依光方成等もベルギーを、小国ながら大国に伍していると評価し、模範国の一つとするべきであると紹介している。さらに陸軍は大国の間にあって中立を堅持しているベルギーの軍事力に注目し、山縣有朋、有栖川宮熾仁親王、野津道貫らが視察に訪れ、また多くの士官を留学生として派遣した。しかし日露戦争の勝利以降、日本国内でベルギーに言及する書籍は減少していった。

### 日清戦争から
1896年6月22日、日本とベルギーは日白航海通商条約を締結した。
 
議定書　第一
本日調印したる通称航海条約批准交換後1ヶ月の後は、ベルギー国皇帝陛下の臣民が日本国に輸入する貨物及び商品に関し現今日本国において実施するところの輸入税目は無効に帰すべきものたることに同意す。しかして右税目の無効に帰したる後は、日本国に輸入するベルギー国の領地及び所属地の生産もしくは製造に係る貨物または商品に対しては、その時現に行わるる所の日本国普通関税則を摘要すべし。ただし目下両締盟国間に現存する1866年条約の有効なるあいだはその第19条の規定に準拠し、また、右1866年条約の無効に帰したる後は本日調印したる条約第4条および第14条の規程に準拠すべきものとす。
 しかれども日本政府において純良ならざる薬材、製薬、食物もしくは飲料およびその他全て猥褻印刷物、図画、書籍、紙牌、石板もしくはその他の彫刻画、写真およびその他全て猥褻の物品、日本帝国の専売特許、商標および版権に関する法律に違背する物品の輸入を制限し若しくは禁止するの権利は、本議定書のため制限せらるることなかるべきものとす。 - 外務大臣大隈重信
1912年にフランドル伯であったベルギー皇帝アルベール1世の祖母が崩御した際、宮内省は8日間、喪に服した。

### 第一次世界大戦〜戦間期
しかし1914年（大正3年）に勃発した第一次世界大戦でベルギーがドイツ帝国の侵攻を受け、大国ドイツに対する「白国の義戦」が報じられると、日本におけるベルギーへの関心は急速に高まった。東京朝日新聞社と大阪朝日新聞社はベルギー国王アルベール1世に日本刀を献上する計画を立てた。ベルギー亡命政府はこれを了承し、11月15日の国王誕生日、特派員が国王に日本刀を献上した。その後朝日新聞社はベルギーの抵抗を紹介する記事を連載し、義援金を募った。
日本参戦後は同じ連合国の一員となり、多くの交渉を持った。1921年5月31日には在ベルギー日本公使館が大使館に格上げされ、アルベール・ド・バッソンピエールが初代駐日ベルギー大使として就任し、6月には皇太子裕仁親王がベルギーを公式訪問した。9月には在日本ベルギー公使館が大使館に昇格している。

### 第二次世界大戦まで
1922年（大正11年）には両国が参加したワシントン会議において九カ国条約を締結し、いわゆるワシントン体制を構築した。しかし日本が1937年（昭和12年）11月のブリュッセル会議への参加を拒絶したことでワシントン体制は崩壊し、第二次世界大戦の勃発後、両国関係は断絶した。だがこれ以降も何度も貿易をしている。

### 戦後
1951年（昭和26年）、講和条約の締結により、日本とベルギーの外交関係は復活。以降両国関係はおおむね良好である。
1952年（昭和27年）4月29日、戦後初めてベルギー国王から天皇誕生日の祝電が寄せられ、これに昭和天皇が答電を発した。また翌1953年（昭和28年）1月には、昭和天皇とベルギー国王との間で新年の祝電交換が復活した。
また1971年（昭和46年）、戦後初となる昭和天皇の欧州訪問が行われたが、きっかけとなったのはボードゥアン1世からの招待であるなど、皇室と王室の関係もきわめて親密である。

## 現在の交流

### 交流団体
日本とベルギーとの間の交流団体として、1969年7月、帝人株式会社社長の大屋晋三を会長に日本・ベルギー協会が発足した。この団体は明治期にあった白耳義会や大正期から戦前まで活動した白耳義協会（1939年活動休止）の系譜を組む団体で、日本とベルギーの両国間の文化交流や通商の発展などを目的としている。現在の会長は日本郵船株式会社の取締役・相談役を務めている草刈隆郎。初代名誉総裁は高松宮宣仁親王で、1983年9月から現在にかけて常陸宮正仁親王が務められている。